# Rachel Brooks Gleason
Pour les articles homonymes, voir Gleason.
Rachel Brooks Gleason (27 novembre 1820 - 17 mars 1905) est une médecin américaine.

## Biographie
Rachel Brooks naît à Winhall, dans le Vermont, en 1820,. 
Elle épouse en 1844 Silas Orsemus Gleason, le couple a deux enfants. Ils fondent une clinique privée à Elmira, dans l'État de New York, en 1847. Elle fait des études de médecine et obtient son diplôme au Syracuse Medical College en février 1851, devenant ainsi la quatrième Américaine à obtenir un diplôme universitaire de médecine.
Elle est également une activiste des droits de la femme. Elle meurt à Buffalo le 17 mars 1905. Ses deux filles, Adele et Zippie, deviennent à leur tour médecins.